# Campionatul de fotbal din Papua Noua Guinee
Campionatul de fotbal din Papua Noua Guinee o competiție de fotbal din zona OFC.

## Echipele sezonului 2009-2010
- Besta PNG FA Under-20
- CMSS Rapatona Tigers (Port Moresby)
- Eastern Stars (Milne Bay)
- Gelle Hills United (Port Moresby)
- Gigira Laitepo Morobe (Lae)
- Hekari United FC (Port Moresby)
- Madang Niupetro Fox (Madang)
- Tukoko University Lae FC (Lae)
- University Inter FC (Port Moresby)

## Foste campioane
- 2006: PRK Souths United 2-0 Gelle Hills United
- 2007/08: PRK Hekari United 3-2 Gelle Hills United
- 2008/09: PRK Hekari United - CMSS Rapatona Tigers
- 2009/10: PRK Hekari United 5-0 Gigira Laitepo Morobe

### Titluri pe echipă
| Echipă                | Campionate | Locul secund | Ani de campioni                 | Ani de vice-campioni |
| --------------------- | ---------- | ------------ | ------------------------------- | -------------------- |
| Hekari United         | 4          | 0            | 2006, 2007/08, 2008/09, 2009/10 |                      |
| Gelle Hills United    | 0          | 2            |                                 | 2006, 2007/08        |
| CMSS Rapatona Tigers  | 0          | 1            |                                 | 2008/09              |
| Gigira Laitepo Morobe | 0          | 1            |                                 | 2009/10              |